# Ват Па Маха Чеди Кео
Ват Па Маха Чеди Кео (тайск. วัดป่ามหาเจดีย์แก้ว, буквально Лесной Храм Великой Стеклянной Пагоды), известный также под названием Ват Лан Куат (тайск. วัดล้านขวด), что означает Храм Миллиона Бутылок, — буддийский храмовый комплекс в посёлке Кхухан тайской провинции Сисакет недалеко от границы с Камбоджей. Весь храмовый комплекс построен из более чем 1,5 млн пустых бутылок из-под пива Хайнекен и Чанг. Пустые бутылки начали собирать в 1984 году, а через 2 года уже была завершена основная часть храма. Монахи продолжают расширять комплекс. К 2017 году комплекс насчитывает 20 зданий, построенных из старых пивных бутылок. На данный момент храм находится в списке экологически чистых достопримечательностей Юго-Восточной Азии.

## История
Phra Khru Vivek Dharmajahn, будучи на тот момент странствующим монахом, остановился на пустыре около посёлка Кхухан, где начал проповедовать и учить буддийским истинам. Монах решил остаться на том пустыре, заваленном мусором. Он также искал способ помочь местной системе утилизации отходов, показать местным жителям путь более экологичной жизни и уменьшить выбросы парниковых газов. Phra Khru Vivek Dharmajahn вместе с другими монахами в 1984 году начал собирать пустые стеклянные бутылки и украшал ими их кельи. Это привлекло местных мирян, которые стали приносить монахам стеклянные бутылки при посещении. Вскоре количество бутылок стало таким большим, что стало возможно возвести из них храм. Монахи обратились также к местным властям с просьбой присылать им пустые выброшенные бутылки, благодаря чему кроме самого храма были также возведены крематорий, молитвенные комнаты, центральный зал, водонапорная башня, ванные комнаты для посетителей и несколько небольших приподнятых над землёй бунгало, служащих монахам жилыми комнатами.

## Конструкция
В основе главного храма, расположенного посередине пруда, лежит бетонный костяк, вокруг которого возведены стены из бутылок. В основном монахи использовали зелёные бутылки из-под Хейнекена и коричневые из-под пива Чанг. Кроме самих бутылок монахи использовали также старые пивные крышки, выложив из них мозаику.
Интересно, что в 60-х годах компания Хейнекен разработала дизайн бутылок-кирпичей, которые можно было бы использовать при строительстве. Опасаясь негативной рекламы в случае, если здание, построенное из их бутылок, обрушится, компания отказалась от этой идеи.